# Olivia Holt
Olivia Hastings Holt (Germantwon, Tennessee, 1997. augusztus 5. –) amerikai színésznő, énekesnő.
Legismertebb alakítás Kim Crawford a Harcra fel! című sorozatban. A Nem én voltam! című vígjátéksorozatban is szerepelt.

## Fiatalkora
A Tennessee állambeli Germantownban született. Szülei Mark és Kim Holt. Két testvére van. Három évesen családja Nesbitbe költözött. Hét évig járt tornaórákra. 2011-ben családjával Los Angelesbe költözött. 2015-ben érettségizett az Oak Park High Schoolban.

## Pályafutása
A színészi karrierjét helyi színházi előadásban kezdte. Első komolyabb szerepe a Harcra fel! című sorozatban volt. 2012-ben a Csaj kontra Szörny című filmben szerepelt. 2014 és 2015 között a Nem én voltam! című sorozatban szerepelt. 2018 és 2019 között a Cloak & Dagger című sorozatban tűnt fel.

## Filmográfia

### Film
| Év   | Magyar cím                        | Eredeti cím                                  | Szerep            | Magyar hang            |
| ---- | --------------------------------- | -------------------------------------------- | ----------------- | ---------------------- |
| 2009 |                                   | Black & Blue                                 | Claire            |                        |
| 2014 | Csingiling és a Soharém legendája | Tinker Bell and the Legend of the NeverBeast | Morgan (hangja)   | Kántor Kitty           |
| 2016 |                                   | The Standoff                                 | Amy Roberts       |                        |
| 2017 |                                   | Class Rank                                   | Veronica Krauss   |                        |
| 2017 | Ugyanúgy más, mint én             | Same Kind of Different as Me                 | Regan Hall        | Laudon Andrea          |
| 2017 | Ugyanúgy más, mint én             | Same Kind of Different as Me                 | Regan Hall        | Hermann Lilla          |
| 2018 |                                   | Status Update                                | Dani              |                        |
| 2018 | Kertitörpe-kommandó               | Gnome Alone                                  | Brittany (hangja) | Pekár Adrienn[forrás?] |
| 2019 | Kópé                              | Trouble                                      | Bella (hangja)    |                        |
| 2023 | Gyilkos a múltból                 | Totally Killer                               | Pam Miller        |                        |
| 2025 |                                   | Heart Eyes                                   | Ally              |                        |

### Televízió
| Év        | Magyar cím                      | Eredeti cím               | Szerep                          | Megjegyzések                                                                              |
| --------- | ------------------------------- | ------------------------- | ------------------------------- | ----------------------------------------------------------------------------------------- |
| 2010      |                                 | Disney XD's My Life       | önmaga                          | Disney XD dokumentumfilm                                                                  |
| 2011–2015 | Harcra fel!                     | Kickin’ It                | Kim Crawford                    | - főszereplő (1-3. évad) - visszatérő szereplő (4. évad) - magyar hangja: - Pekár Adrienn |
| 2012      | Csaj kontra Szörny              | Girl vs. Monster          | Skylar Lewis                    | - tévéfilm - magyar hangja:[forrás?] - Nemes Takách Kata                                  |
| 2013      | Indul a risza!                  | Shake It Up               | Georgia fiatalon                | 1 epizód                                                                                  |
| 2014–2015 | Nem én voltam!                  | I Didn't Do It            | Lindy Watson                    | - főszereplő - magyar hangja: - Pekár Adrienn                                             |
| 2015      | A Pókember elképesztő kalandjai | Ultimate Spider-Man       | Petra Parker / Póklány (hangja) | 1 epizód                                                                                  |
| 2015      | Az eb és a web                  | Dog with a Blog           | Wacky Jackie                    | 1 epizód                                                                                  |
| 2015–2017 | Penn Zero, a félállású hős      | Penn Zero: Part-Time Hero | Amber (hangja)                  | - 3 epizód - magyar hangja:[forrás?] - Laudon Andrea                                      |
| 2016      | Evermoor titkai                 | The Evermoor Chronicles   | Valentina                       | 2 epizód                                                                                  |
| 2018–2019 |                                 | Cloak & Dagger            | Tandy Bowen / Dagger            | főszereplő                                                                                |
| 2019      |                                 | Turkey Drop               | Lucy                            | tévéfilm                                                                                  |
| 2019      | Runaways                        | Runaways                  | Tandy Bowen / Dagger            | 2 epizód                                                                                  |
| 2019–2020 | Marvel Pókember                 | Spider-Man                | Tandy Bowen / Dagger (hangja)   | 4 epizód                                                                                  |
| 2021      | Kegyetlen nyár                  | Cruel Summer              | Kate Wallis                     | - főszereplő - magyar hangja: - Pekár Adrienn                                             |
| 2024      | Laid                            | Laid                      | Merci                           | 3 epizód                                                                                  |

## Albumok
- 2012: Winter Wonderland
- 2012: Bumpin
- 2012: Had Me@Hello
- 2012: Fearless
- 2012: Nothing's Gonna Stop Me Now
- 2013: These Boots Are Med for Walkin
- 2013: Snowflakes

## Díjai
- 2013: Radio Disney Music Awards